# 博物馆之友
博物館之友是西方博物館為促進博物館與社會大眾交流的組織。
博物館之友讓對博物館設置使命認同與有興趣的社會人士，能夠提供資源協助博物館推動博物館事業，例如協助募款或是贊助博物館活動。同時，博物館也提供博物館之友組織的成員在使用博物館的資源上提供優惠或是協助，例如門票優惠或是參加開幕儀式等。